# Yatton
Yatton – wieś w Anglii, w hrabstwie ceremonialnym Somerset, w dystrykcie (unitary authority) North Somerset. Leży 19 km na południowy zachód od miasta Bristol i 188 km na zachód od Londynu. W 2001 miejscowość liczyła 9176 mieszkańców.